# Richard Dressler
Richard Dressler (* Januar 1872 in Treuenbrietzen; † 28. August 1931 in Hamburg) war ein deutscher Kapitän des Deutschen Schulschiffvereins, der die Ausbildung des seemännischen Nachwuchses für die deutsche Handelsschifffahrt mit vorantrieb.

## Herkunft
Richard Dressler wurde 1872 in Treuenbrietzen, einer brandenburgischen Kleinstadt im Fläming geboren. Sein Vater, damals Feldwebel, wurde später nach Wittenberg versetzt, wo Dressler bis 1889 das humanistische Gymnasium besuchte. Die Jugend verbrachte er an der Seite seiner zwei Brüder in der Lutherstadt, die von der Elbe geprägt war. Nach dem Tod des Vaters und in Anbetracht der damit verbundenen wirtschaftlichen Einschränkungen verließ er das Elternhaus nach der Oberprima, um eine seemännische Laufbahn einzuschlagen.

## Seemännische Ausbildung
Er fuhr auf einem Frachtkahn nach Hamburg und arbeitete zunächst als Hafenarbeiter, um sich die seemännischen Ausrüstungen anschaffen zu können. Ende 1889 heuerte er als Schiffsjunge auf einem Hamburger Segelschiff an. Die folgenden Jahre führten ihn in fast alle Teile der Welt. Er wechselte des Öfteren sein Schiff, wie es damals üblich war. So fuhr er auch auf norwegischen, englischen und amerikanischen Seglern. Im Juni 1896 legte er an der Seefahrtschule in Hamburg die Prüfung zum Steuermann ab und fuhr nach Ableistung seiner einjährigen Militärdienstpflicht bis zum Frühjahr 1899 als Steuermann auf Segelschiffen, wobei er dreimal den Untergang seines Schiffes erlebte und überlebte. Im Frühjahr 1900 kehrte er nach Hamburg zurück und erwarb bis zum Sommer das Kapitänspatent für Große Fahrt.

## Offizier und Kapitän
Im Mai 1902 trat er erneut in den Dienst der HAPAG, und zwar auf dem Passagierdampfer Blücher zunächst als Zweiter, später als Erster Offizier. Im April 1904 begann seine zweite Segelschiffzeit, der Deutsche Schulschiffverein in Bremen suchte zu dieser Zeit für sein erstes Schulschiff, das Vollschiff Großherzogin Elisabeth, einen geeigneten Ersten Offizier. Die Aufgabe und die Aussicht, in absehbarer Zeit Kapitän dieses Schiffes zu werden, reizte ihn und er sagte zu. Bereits 1905 wurde ihm die Führung des Schulschiffes übertragen. Es folgten eine Reihe von Sommerreisen in die Nord- und Ostsee, wobei die verschiedenen Häfen in den anliegenden Ländern angelaufen wurden. Im September erfolgte die Rückreise nach Bremerhaven oder Elsfleth, um die Winterreisen vorzubereiten. Das Fahrtgebiet waren die mittelamerikanischen Inseln, da sie sich klimatisch und verkehrsmäßig am besten für die Ausbildung eigneten. Bereits 1909 folgte auf der Werft Blohm & Voss in Hamburg der Stapellauf des zweiten Schulschiffs, die unter der Baunummer 199 gebaute Prinzeß Eithel Friedrich, ebenfalls ein Vollschiff. Dressler übte maßgeblich die Bauaufsicht aus und führte das Schiff 1910 als Kapitän auf der Jungfernfahrt. Die Position behielt er bis 1914. Das dritte Schiff kam 1914 in die Schulschiff-Flotte des Vereins. Mit der Baunummer 263 wurde wieder unter seiner Bauaufsicht auf der Werft Joh. C. Tecklenborg in Geestemünde die als Bark getakelte und mit einem Hilfsmotor ausgestattete Großherzog Friedrich August gebaut. Die Besatzung bestand aus circa 250 Mann (Kapitän, 6 Offiziere, Arzt, Zahlmeister und 15 Stammmannschaften, der Rest Kadetten, Matrosen und Schiffsjungen in der Ausbildung). Dieses Jahrzehnt von 1904 bis 1914 waren für Dressler das Ideal seines Berufes als Schulschiffkapitän. Die seglerischen Eigenschaften der Schulschiffe waren hervorragend und konnten mit den guten Besatzungen voll genutzt werden. Die Schulschiffe besaßen hohes Ansehen im In- und Ausland und genossen einen halboffiziellen Status. Mit dem Ausbruch des Ersten Weltkrieges begann eine wesentliche Umstellung seiner seemännischen Laufbahn. Im Laufe der Zeit wurde das Schulschiff dem Marinekommando in Kiel unterstellt. Die Ausbildung des seemännischen Nachwuchses erfolgte nur noch an Bord an dem Liegeplatz in der Kieler Bucht. Damit endete 1917 seine Laufbahn an Bord des Segelschulschiffs und er wurde 1918 in die Leitung des Deutschen Schulschiffvereins in Bremen berufen.

## An Land
Nach dem Ersten Weltkrieg war seine berufliche Zukunft wie für sehr viele Kapitäne und Seeleute in Frage gestellt und er wandte sich daher an die Reederei Kunstmann in Stettin, die er schon vom Schulschiffverein her kannte. Bereits nach kurzer Zeit als Prokurist wechselte er 1922 zur Stettiner Dampfer Company. Dort war er für die technische und personelle Abwicklung des Reedereibetriebs verantwortlich. 1924 wurde er von der Reederei nach Hamburg versetzt, wo er das neu gegründete Tochterunternehmen für die Deutsche Orientlinie führte. Bis 1930 war seine Arbeit für die Reederei auch als Gutachter-Tätigkeit für gebrauchte Seeschiffe gekennzeichnet. Eine für damalige Verhältnisse unheilbares Herzleiden führte zu seinem frühen Tod mit nur 59 Jahren.

## Sonstiges
1917 wurde im Auftrag des DSV der Spielfilm Zwei blaue Jungen produziert, der teilweise an Bord des Schulschiffs Großherzog Friedrich August gedreht wurde.